# Liriomyza strigata
Liriomyza strigata este o specie de muște din genul Liriomyza, familia Agromyzidae, descrisă de Johann Wilhelm Meigen în anul 1830. Conform Catalogue of Life specia Liriomyza strigata nu are subspecii cunoscute.